# Coliseo Cubierto de Itagüí
El Coliseo Cubierto de Itagüi es un coliseo deportivo que se encuentra en el municipio de Itagüí, Colombia. En este, se practican varias disciplinas deportivas pero la más relevante es el Fútbol Sala. El coliseo fue inaugurado en el 2010 para los IX Juegos Suramericanos y tiene capacidad para 5.000 espectadores.